# Manvendra Singh Gohil
Hoàng tử Manvendra Singh Gohil (sinh ngày 23 tháng 9 năm 1965) là hoàng tử Ấn Độ là con trai và là người thừa kế có thể xảy ra của Maharaja của Rajpipla ở Gujarat. Ông là hoàng tử đồng tính công khai đầu tiên trên thế giới. Ông điều hành một tổ chức từ thiện, The Lakshya Trust, hoạt động với cộng đồng LGBT.

## Cuộc sống sơ khai
Manvendra sinh ra ở Ajmer, con trai duy nhất của Maharana Shri Raghubir Singhji Rajendrasinghji Sahib, Maharana của Rajpipla và vợ ông Maharani Rukmini Devi. Mẹ của Manvendra được sinh ra như một công chúa của Jaisalmer ở Rajasthan. Manvendra có một người chị, Minaxi Kumari, người đã lập gia đình trong gia đình hoàng gia Chenani ở Jammu và Kashmir.
Năm 1971, chính phủ Ấn Độ đã "khước từ" các hoàng tử Ấn Độ, và cha của Manvendra đã mất danh hiệu Maharaja và túi tiền cá nhân (tiền hằng năm) đi kèm với nó. Các hoàng tử điều chỉnh theo chế độ xã hội chủ nghĩa mới; Hoàng gia Rajpipla đã biến ngôi nhà của họ, cung điện Rajvant ở Rajpipla, thành một khu du lịch và địa điểm quay phim. Họ cũng thiết lập một căn hộ thứ hai ở Mumbai, để con cái của họ có thể có một thời thơ ấu bình thường và điều chỉnh tốt hơn với thực tế của hoàn cảnh mới của họ.
Manvendra đã có một nền giáo dục truyền thống và bảo thủ. Ông được đào tạo tại Trường Bombay Scottish và tại Trường Cao đẳng Thương mại và Kinh tế Amrutben Jivanlal (một trong những tổ chức trong khuôn viên đại học Mithibai ở Vile Parle, Mumbai) .

## Cuộc sống sau hôn nhân
Là con trai duy nhất của Maharaja của Rajpipla, Manvendra được nuôi dạy với ý thức về lịch sử và phẩm giá gia đình, theo cách thức làm cho anh ta nhận thức sâu sắc về trách nhiệm của mình, chủ yếu trong số đó là sự vĩnh viễn của triều đại. Theo phong tục Ấn Độ, bố mẹ anh đã sắp xếp một cuộc hôn nhân phù hợp với anh, vào tháng 1 năm 1991, Manvendra kết hôn với Chandrika Kumari, một công chúa của bang Jhabua ở Madhya Pradesh. Manvendra nói về cuộc hôn nhân của mình:
"Tôi nghĩ rằng sau khi kết hôn tất cả mọi thứ sẽ ổn cả, với vợ tôi, tôi sẽ có con và trở thành" bình thường "và sau đó tôi sẽ bình an. Tôi đã đấu tranh và phấn đấu để trở thành" bình thường ". Tôi không bao giờ biết và không ai Nói với tôi rằng tôi là người đồng tính và tự nó là bình thường và nó sẽ không thay đổi. Điều đó gọi là đồng tính luyến ái và nó không phải là một bệnh tật .Tôi cực kỳ hối tiếc vì đã hủy hoại cuộc đời Chandrika ,
Tôi cảm thấy tội lỗi. Chỉ đơn giản là không biết tốt hơn. " 
Cuộc hôn nhân vẫn chưa kết thúc. Lo lắng về điều này, vợ ông đã thực hiện một số nỗ lực để thu hút sự quan tâm tình dục của mình, nhưng ông chỉ cảm thấy bị đẩy lùi bởi hành vi dâm ô của mình. Anh biết rằng anh có lỗi, không phải cô, nhưng anh không thể khắc phục tình huống. Ông nói: "Đó là một thảm hoạ toàn diện, thất bại hoàn toàn, cuộc hôn nhân chưa bao giờ kết thúc, tôi nhận ra rằng tôi đã làm điều gì đó sai trái, hai người đau khổ thay vì một người. 
Vợ của Manvendra sớm bắt đầu nghi ngờ rằng khuynh hướng tình dục của anh ta không phải là chuyện bình thường. Cô ấy đã đưa ra chủ đề với anh ấy. Manvendra vẫn đang hy vọng tìm ra phương pháp chữa bệnh có thể làm cho anh ta "bình thường". Với hy vọng rằng có lẽ vợ ông bằng cách nào đó ủng hộ ông và giúp ông vượt qua tình trạng của mình, Manvendra tâm sự với bà. Tuy nhiên, Chandrika không có bất kỳ thông tin tốt hơn về tình dục đồng giới hơn ông, và không có xu hướng tham gia với vấn đề này cả. Cô đơn giản muốn thoát khỏi tình huống càng nhanh càng tốt. Điều này cô đã làm bằng cách nộp đơn ly hôn ít nhất một năm sau đám cưới. Sự ly hôn hầu như không được biết đến ở Ấn Độ vào thời đó; Nó đã và vẫn là một điều cấm k phenomen hiện tượng trong những gia đình khá giả. Manvendra đồng ý ly hôn khi hai bên đồng ý, với sự hiểu biết rằng Chandrika sẽ không tiết lộ vấn đề này cho bất cứ ai. Cô ấy đồng ý với điều này,

## Sự kiện tâm lý và công khai nội bộ
Sau khi ly dị vào năm 1992, Manvendra đã giữ kín tình dục của mình, như trước đây, và giấu diếm vấn đề từ gia đình và mọi người khác. Ông nói với gia đình rằng ông sẽ không bao giờ kết hôn nữa. Anh bắt đầu tránh công ty, trở nên xa cách và xa cách gia đình anh. Cha mẹ anh kết luận rằng ly dị đã ảnh hưởng xấu đến anh. Họ đã quyết định giữ im lặng trong vài năm và sau đó thử lại. Những năm tháng trôi qua nhưng Manvendra đã không thay đổi. Anh ta cũng mất việc làm trong ngân hàng và không tìm kiếm người khác. Cha của ông thuyết phục ông giúp đỡ trong việc quản lý tài sản, nông trại và đầu tư của gia đình. Manvendra này đã làm một cách nửa vời.
Vì Manvendra là hoàng tử của Rajpipla, và cũng có vẻ đẹp, các đề xuất về hôn nhân từ các gia đình hoàng tộc khác thường được nhận. Bố mẹ ông đã từ chối một cách lịch sự một số đề xuất như vậy, theo lời cáo buộc rằng Manvendra cần có thời gian để hồi phục sau khi ly hôn. Cuối cùng, họ quyết định rằng không có gì ngoài tái hôn sẽ mang lại cho Manvendra khỏi trầm cảm của mình, và bắt đầu gây áp lực cho anh ta chấp nhận một đề nghị nào đó. Họ thường xuyên ăn tối với anh ta thực tế là một hoàng tử, anh ta nên là một người mẫu, chứ không phải là một người chán nản, và anh ta nên làm nhiệm vụ của mình với gia đình và tổ tiên. Sự thất nghiệp, sự phụ thuộc về tài chính, cảm giác không thích hợp, cảm giác thiếu mục đích hay động cơ, và trầm cảm nói chung đã kết hợp để gây ra sự suy sụp thần kinh vào năm 2002. Ông nói:
| " | Rất khó để trở thành một người đồng tính trong gia đình tôi. Dân làng tôn thờ chúng tôi và chúng tôi là những người mẫu cho họ. Gia đình tôi đã không cho phép chúng tôi kết hợp với những người bình dân hoặc đẳng cấp thấp. Sự phơi bày của chúng tôi với thế giới tự do là tối thiểu. Chỉ khi tôi nhập viện sau khi suy nhược thần kinh vào năm 2002, bác sĩ của tôi đã thông báo cho bố mẹ tôi về tình dục của tôi. Trong những năm này, tôi đã giấu tình dục từ cha mẹ, gia đình và con người. Tôi không bao giờ thích nó và tôi muốn đối mặt với thực tế. Khi tôi bước ra ngoài và phỏng vấn một nhà báo thân thiện, cuộc đời tôi đã được biến đổi. Bây giờ, mọi người chấp nhận tôi. | " |

Sự thử thách của Manvendra vẫn chưa chấm dứt. Khi được các bác sĩ tâm thần thông báo rằng con trai của họ là đồng tính, cha mẹ của Manvendra đã chấp nhận sự thật, nhưng quy định rằng vấn đề này không được tiết lộ cho bất cứ ai khác. Sự bí mật nghiêm ngặt nhất đã được nài nỉ trên Manvendra. Tệ hơn nữa, họ luôn để mắt tới anh ta và thậm chí gửi một số nhân viên đáng tin cậy trong nước để làm tương tự. Sau khi trải qua cả thập kỷ để tạo cho Manvendra thêm xã hội, gặp gỡ bạn bè của mình và đi đến các bữa tiệc và những dịp xã hội, bố mẹ anh đột ngột quay sang cực đoan và cố giữ anh ta tránh xa người khác. Họ đã cố gắng để bao quát cuộc sống xã hội của mình trong phạm vi có thể. Như Manvendra đã tự mình chống lại xã hội, ông đã không phản đối. Thay thế,

## Công khai
Năm 2006, nhà báo Chirantana Bhatt đến để biết rằng hoàng tử của Rajpipla là một người đàn ông đồng tính kín. Nó quá thô thiển một câu chuyện nên được đặt sang một bên. Chirantana Bhatt tiếp cận Manvendra và thuyết phục ông rằng đó là vì lợi ích công cộng để đưa ra và kể câu chuyện của ông cho thế giới. Cô nói với anh rằng điều này sẽ hữu ích cho những người đàn ông trẻ tuổi đang đấu tranh với tình dục của họ giống như Manvendra đã từng. Lúc đầu, Manvendra đã không chắc chắn nhưng Chirantana Bhatt đã giành được sự tự tin của mình. Ông đã trải qua bốn năm tư vấn cho thời điểm này, và đã chấp nhận bản chất thật của mình. Anh quyết định thách thức cha mẹ và đưa vấn đề ra công chúng. Hoàng Tử đã tâm sự về khuynh hướng tình dục của mình và những căng thẳng tinh thần mà ông đang trải qua như một người đàn ông đồng tính kín đáo với nhà báo. Chirantana Bhatt viết lên câu chuyện theo phong cách,
Vào ngày 14 tháng 3 năm 2006, câu chuyện về việc Manvendra ra mắt đã trở thành tiêu đề ở Ấn Độ và trên toàn thế giới. Câu chuyện "xuất phát" được xuất bản lần đầu tiên trong ấn bản Vadodara của Dainik Bhaskar, một ngôn ngữ địa phương của tiếng Gujarati của nhóm truyền thông Bhaskar. Nó đã được bao phủ rộng rãi vào ngày hôm sau trong tất cả các phiên bản khác của Divya Bhaskar, cũng như trong Dainik Bhaskar (tiếng Hindi) và Daily News Analysis (DNA), một tờ báo tiếng Anh nổi bật. Cùng ngày, nó cũng trở thành tiêu đề trong các báo tiếng Anh và tiếng địa phương khác trên khắp đất nước, và trở thành một câu chuyện mà họ theo dõi trong các trang tin đồn và xã hội của họ trong vài tuần sau đó. Những hình nộm của Manvendra bị đốt cháy ở Rajpipla, nơi mọi người bị sốc.
Sự công khai quá mức và sự sỉ nhục của công chúng gây ra nhiều đau đớn cho cha mẹ và chị gái của mình. Các em thiếu nhi của em gái anh ta bị nhạo báng và bị nhạo báng trong trường học của họ. Gia đình của anh buộc tội anh ta làm mất danh dự cho gia tộc và liên tục hỏi tại sao công khai là cần thiết. Họ đã nhiều lần hỏi câu hỏi, tại sao anh ta không im lặng và để cho họ sự thử thách của sự sỉ nhục của công chúng? Khi anh nói rằng anh đang làm việc này vì những người đàn ông đồng tính khác, họ hỏi anh tại sao anh quan tâm đến sự thoải mái của những người đó và ít hơn về cha mẹ anh. Cuối cùng, sau rất nhiều cay đắng, gia đình Manavendra đã từ bỏ anh. Mẹ của ông, đặc biệt, đã đưa ra một thông báo trong một số tờ báo trước hết bỏ Manavendra hoàn toàn, Và thứ hai là đe doạ hành động pháp lý đối với bất cứ ai gọi bà trong tương lai như mẹ ông hoặc gọi ông là con trai bà. Cha của Manvendra cũng ban đầu phản ứng giận dữ với sự bất mãn gia đình. Sau một vài năm, Manvendra và cha của ông đã hòa giải sau khi Maharaja Raghubir Singh nói rằng mặc dù ông không thể hiểu tại sao Manvendra cảm thấy cần phải gây ra sự sỉ nhục công khai này đối với gia đình ông, ông đã thông cảm với nỗi đau cá nhân mà Manvendra đã trải qua như là một kết quả của đồng tính luyến ái.  Manvendra và mẹ của ông vẫn còn xa lạ, và trong những năm gần đây, Manvendra đã đưa ra bình luận chê bai về cô trong các cuộc phỏng vấn với báo chí. Manvendra và cha của ông đã hòa giải sau khi Maharaja Raghubir Singh nói rằng trong khi ông không thể hiểu tại sao Manvendra cảm thấy cần phải gây ra sự sỉ nhục công khai này đối với gia đình ông, ông đã thông cảm với nỗi đau cá nhân mà Manvendra đã trải qua do tình dục đồng giới của ông.  Manvendra và mẹ của ông vẫn còn xa lạ, và trong những năm gần đây, Manvendra đã đưa ra bình luận chê bai về cô trong các cuộc phỏng vấn với báo chí. Manvendra và cha của ông đã hòa giải sau khi Maharaja Raghubir Singh nói rằng trong khi ông không thể hiểu tại sao Manvendra cảm thấy cần phải gây ra sự sỉ nhục công khai này đối với gia đình ông, ông đã thông cảm với nỗi đau cá nhân mà Manvendra đã trải qua do tình dục đồng giới của ông.  Manvendra và mẹ của ông vẫn còn xa lạ, và trong những năm gần đây, Manvendra đã đưa ra bình luận chê bai về cô trong các cuộc phỏng vấn với báo chí.
Tuy nhiên, thực tế ông đã bị gia đình bác bỏ, có thể sẽ vẫn là một hành động mang tính tượng trưng chứ không phải là một hành động vô hiệu hợp pháp, với luật lệ thừa kế hiện đại của Ấn Độ. 

## Trong giới truyền thông, sau khi công khai
Ông được phỏng vấn cho một bộ phim tài liệu BBC Radio 4 vào tháng 4 năm 2007, có tựa đề The Prince Prince of Rajpipla , diễn tả sự xuất hiện của ông với tư cách là một người đồng tính và công tác phòng chống HIV / AIDS của tổ chức từ thiện The Lakshya Trust . Báo cáo đã kiểm tra công việc đột phá của Lakshya Trust trong việc đào tạo những nữ công nhân làm việc trong lĩnh vực giáo dục phụ nữ đã kết hôn với MSM về các hành vi tình dục an toàn.
Báo cáo của BBC cũng phỏng vấn cha của Manvendra, Maharaja của Rajpipla. Ông tiết lộ sự bối rối của mình đối với việc lan truyền rộng rãi về tình dục đồng giới của con trai ông, và ông nghĩ công việc của ông trong lĩnh vực phòng chống HIV / AIDS không phù hợp với ai trong giai cấp của ông ta. Trong một bản cập nhật của báo cáo được phát sóng vào tháng 2 năm 2009, chương trình tiết lộ rằng cha của Manvendra là khách mời trong một sự kiện gây quỹ cho Lakshya Trust và bắt đầu chấp nhận tình dục của con trai. 
Manvendra đã xuất hiện với tư cách khách mời trong chương trình The Oprah Winfrey Show vào ngày 24 tháng 10 năm 2007. Ông là một trong ba người trong chương trình có tựa đề "Gay Around the World". Ông bày tỏ rằng ông không hề hối hận khi xuất hiện, và ông tin rằng những người trong nhà nước của ông tôn trọng ông vì sự lãnh đạo của ông trong việc ngăn ngừa và giáo dục về HIV / AIDS.
Khi ra đời, Manvendra đã nói:
| " | Tôi biết rằng họ sẽ không bao giờ chấp nhận tôi cho những người tôi thực sự là, nhưng tôi cũng biết rằng tôi không còn có thể sống một lời nói dối. Tôi muốn ra ngoài vì tôi đã tham gia vào hoạt động và tôi cảm thấy không còn quyền sống trong tủ quần áo. Tôi trở nên đồng tính với một tờ báo hàng ngày của Gujarati vì tôi muốn mọi người công khai thảo luận về đồng tính luyến ái vì đó là một chuyện bí mật với nhiều sự kỳ thị gắn liền. | " |

Manvendra khánh thành lễ hội đồng tính Euro Pride tại Stockholm, Thụy Điển, vào ngày 25 tháng 7 năm 2008.
Manvendra xuất hiện trong một loạt phim truyền hình BBC, Undercover Princes , được chiếu trên kênh BBC Three ở Anh vào tháng 1 năm 2009 và đây là tài liệu tìm kiếm một người bạn trai người Anh ở Brighton.
Kể từ tháng 7 năm 2010, Manvendra đã từng là biên tập viên của tạp chí in ấn dành cho nam giới là người có chủ đề là Fun ,  được xuất bản ở Rajpipla. 

## Các hoạt động từ thiện
Năm 2000, Manvendra bắt đầu sự tin tưởng của Lakshya Trust, trong đó ông là chủ tịch, một nhóm chuyên về giáo dục và phòng chống HIV / AIDS. Lakshya là một tổ chức dựa vào cộng đồng hoạt động vì công tác phòng chống HIV / AIDS trong nhóm nam quan hệ tình dục đồng giới (MSMs). Nó cung cấp dịch vụ tư vấn, phòng khám để điều trị các bệnh lây truyền qua đường tình dục, thư viện, và khuyến mại sử dụng bao cao su. Lakshya đã nhận được giải thưởng Xã hội Dân sự 2006 vì sự đóng góp của mình trong việc ngăn ngừa HIV / AIDS trong số những người đồng tính luyến ái. 
Sự tin tưởng cũng tạo ra cơ hội việc làm cho nam giới đồng tính và hỗ trợ cho các tổ chức khác cho MSM, và có kế hoạch mở một nhà dưỡng lão / tuổi già cho nam giới đồng tính.
Lakshya là một thành viên của Mạng Ấn Độ về Mại dâm Tính dục (INFOSEM) và thành viên sáng lập Mạng lưới Hành động Sức khỏe Tình dục (Sexual Health Action Network - SHAN).
Năm 2007, Manvendra gia nhập Ủy ban Quản lý Tạm thời của Liên minh Châu Á Thái Bình Dương về Sức khoẻ tình dục Nam, được gọi là APCOM, liên minh khu vực của MSM và các tổ chức dựa vào cộng đồng HIV, khu vực chính phủ, các nhà tài trợ, các chuyên gia kỹ thuật và hệ thống của LHQ. Ông làm Đại diện Cộng đồng Ấn Độ thay mặt cho INFOSEM, Mạng lưới MSM và HIV của Ấn Độ. Manvendra nói về công trình này, "APCOM là một trong những phương tiện tốt nhất để kết hợp các quốc tịch khác nhau và phát triển mối liên kết với những người khác làm việc cho HIV và MSM / TG. Ở Ấn Độ, nó sẽ là một công cụ quan trọng để ảnh hưởng đến chính quyền để thay đổi suy nghĩ và mở rộng triển vọng Để cải thiện xã hội APCOM thể hiện bản chất của sự đoàn kết và sự đoàn kết trong sự đa dạng. " 
Vào tháng 5 năm 2009, đã có thông báo rằng có kế hoạch biến câu chuyện đời của Hoàng tử Manvendra thành một hình ảnh chuyển động chính. Kịch bản sẽ được viết bởi một thành viên của hoàng gia Kapurthala, hoàng tử Amarjit Singh. 
Vài năm sau khi ly dị vào năm 1992, anh đã tham gia vào một mạng lưới xã hội để giúp đỡ cộng đồng LGBT ở Gujarat. Manvendra bây giờ dành thời gian của mình giữa Gujarat và Mumbai.

## Kế hoạch
Cha mẹ anh đã cố gắng nhưng không thành công trong việc giải trừ anh sau khi anh tiết lộ tình dục đồng giới, và kể từ đó mối quan hệ của anh với gia đình đã được đặt câu hỏi. Ông là người duy nhất được biết đến dòng dõi hoàng gia ở Ấn Độ hiện đại để công khai tiết lộ ông là đồng tính. 
Vào tháng 1 năm 2008, trong khi thực hiện một buổi lễ hàng năm Rajpipla để vinh danh ông cố của ông Maharaja Vijaysinhji, Manvendra Gohil công bố kế hoạch nhận con nuôi, nói rằng: "Tôi đã thực hiện tất cả các trách nhiệm của tôi là hoàng tử cho đến nay và sẽ tiếp tục chừng nào Như tôi có thể.Tôi cũng sẽ nhận nuôi một đứa trẻ sớm để mọi truyền thống tiếp tục ".  Nếu việc nhận con nuôi được tiến hành, nó sẽ là trường hợp đầu tiên được biết đến của một người đàn ông đồng tính duy nhất nhận con nuôi ở Ấn Độ.